# Oniscus asellus
Oniscus asellus o marrameu és una espècie de crustaci isòpode terrestre, un dels porquet de Sant Antoni més gros i més comú de les Illes Britàniques i el nord i oest d'Europa.

## Característiques
Els individus adults arriben a assolir longituds de 16 mm i una amplada de 6 mm. És relativament pla, i d'un color gris brillant. encara que els joves són més rugosos. sovint presenten taques blanques o grogoses al dors, que són les àrees que emmagatzemen calci, que s'utilitza per reforçar l'exoesquelet després de la muda. La muda es produeix en dues meitats, amb la meitat posterior muda abans de la meitat davantera. L'exúvia és sovint consumida per l'animal després de la muda.

## Història natural
Oniscus asellus prolifera en una àmplia gamma d'hàbitats, incloent alguns amb poca disponibilitat de calci. Es troba principalment sota les pedres i fusta podrida. Aquest porquet de Sant Antoni es troba normalment en landes i torberes de cobertura, on viu al voltant d'elements com ara pedres o pals de tanques podrides.

## Distribució
Oniscus asellus és l'espècie més estesa de porquet de Sant Antoni a les illes britàniques, tant geogràficament com ecològicament. No viu a la conca del Mediterrani, però està molt estesa al nord i Europa occidental, com Ucraïna, així com a l'Açores i Madeira, també s'ha introduït àmpliament a Amèrica. Tot i ser citat en un catàleg de Joan Ramis i Ramis (1814) degut a la reestructuració del clade no sembla estar present a les Balears en una recent revisió.